# Hoofer Pforte

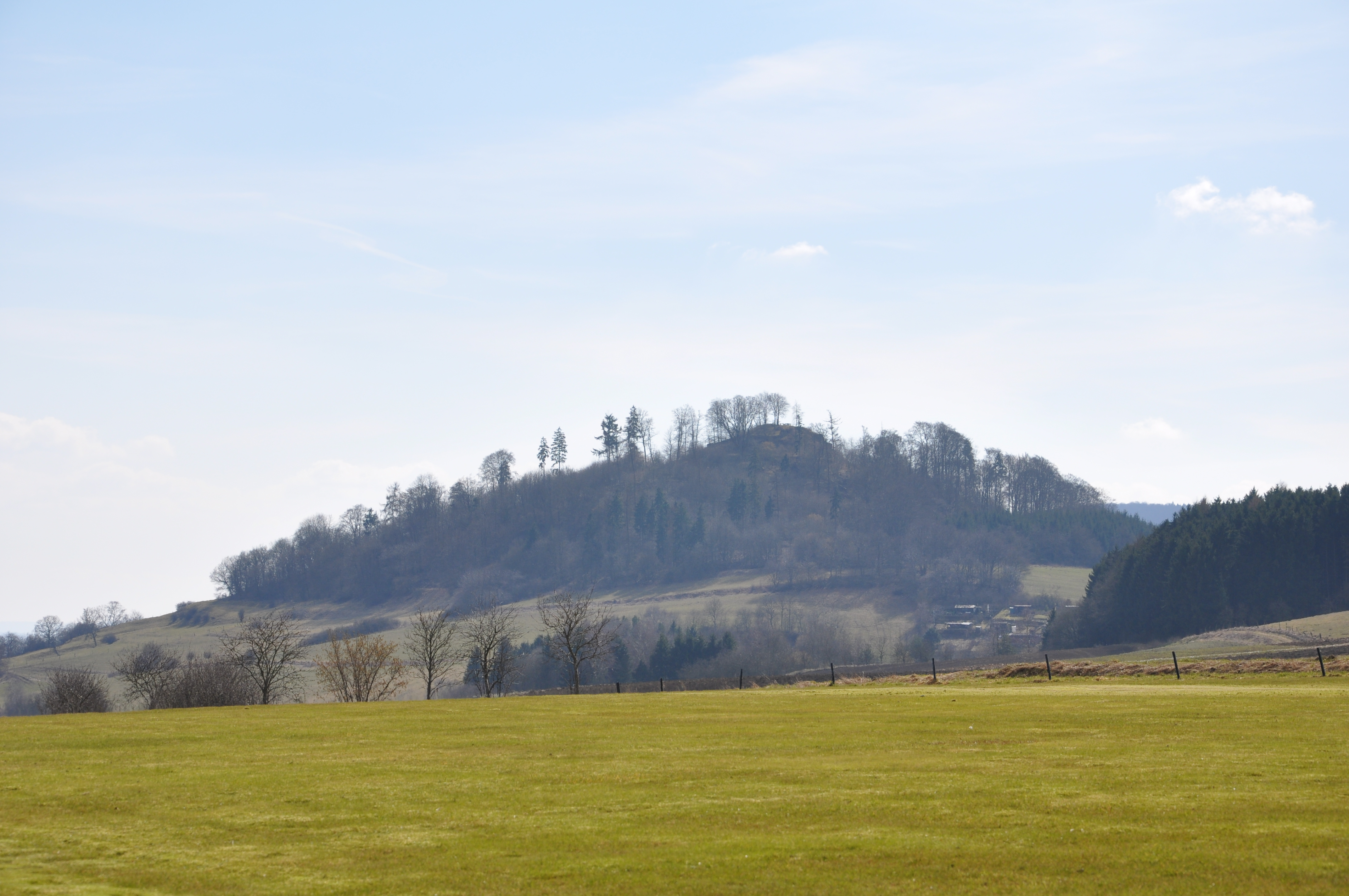
Blick von Norden: Schauenburger Burgberg (Hauptberg der Hoofer Pforte)

Die Hoofer Pforte ist ein Naturraum des im nordhessischen Landkreis Kassel gelegenen Habichtswälder Berglandes. Sie verläuft überwiegend längs des Oberlaufes der Bauna in Nordwest-Südost-Richtung, ist etwa 7 km lang und 2 km breit, weitgehend waldfrei und hat als Hauptberg den Schauenburger Burgberg (499,9 m ü. NHN). Benannt ist sie nach dem Schauenburger Ortsteil Hoof.

## Geographie

### Lage
Die Hoofer Pforte liegt im Naturpark Habichtswald. Sie begleitet die Bauna, die in Nordwest-Südost-Richtung durch Hoof und Elgershausen fließt, beides Gemeindeteile von Schauenburg, bis zum Baunataler Stadtteil Altenritte. Hier erhebt sich der Baunsberg, ein Südausläufer des nördlich der Pforte befindlichen Hohen Habichtswaldes, unmittelbar am Übergang der Pforte ins Kasseler Becken; zugleich fließt dort die Bauna, in die kurz darauf die Lützel und Leisel münden, in die Beckenlandschaft ein. Innerhalb der Pforte überwindet die Bauna einen Höhenunterschied von fast 200 m – von etwa 420 (nördlich von Hoof) bis auf knapp 230 m ü. NHN (bei Altenritte).
Südlich und südwestlich der Pforte erheben sich die Langenberge, deren Nordausläufer bis in die Pforte hinein ragen. Im äußersten Westen schließt sich mit der Habichtswälder Senke eine weitere Talsenke an, die den Nordwesten der Pforte in nördliche Richtungen verlängert; ihr Südteil, die Breitenbacher Mulde, bildet eine klare Abgrenzung zu den sich westlich anschließenden Hinterhabichtswälder Kuppen.
Die die Pforte begleitenden Erhebungen verlängern den Grat der Langenberge nach Norden und liegen auf der Wasserscheide von Bauna im Osten und Ems im Westen, die Teil der Fulda-Diemel-Wasserscheide ist.

### Naturräumliche Zuordnung
Die Hoofer Pforte bildet in der naturräumlichen Haupteinheitengruppe Westhessisches Berg- und Senkenland (Nr. 34), in der Haupteinheit Habichtswälder Bergland (342) und in der Untereinheit Hoher Habichtswald und Langenberg (342.0) den Naturraum Hoofer Pforte (342.01). Nach Norden leitet die Landschaft in den Naturraum Hoher Habichtswald (342.00) und nach Süden in den Naturraum Langenberg (342.02) über. Im Nordwesten schließt sich der Naturraum Zierenberger Grund (342.11) und im Westen der Naturraum Breitenbacher Mulde (342.10) an, die beide zur Untereinheit Habichtswälder Senke (342.1) gehören. Nach Südosten fällt die Landschaft entlang der Bauna in die Untereinheit Kasseler Becken (343.3) ab, die zur Haupteinheit Westhessische Senke (343) zählt.

### Berge
Zu den Erhebungen der Hoofer Pforte gehören längs der Fulda-Diemel-Wasserscheide von Nordwesten nach Südosten betrachtet – mit Höhe in Meter (m) über Normalhöhennull (NHN):
- Lindenberg (485,3 m)
- Großer Schönberg (482,8 m)
- Kleiner Schönberg (442 m)
- Burgberg (499,9 m)

## Verkehr und Wandern
Durch die Hoofer Pforte führt zwischen den Anschlussstellen Zierenberg und Kassel-Bad Wilhelmshöhe etwa in Nordwest-Südost-Richtung die Bundesautobahn 44, die auf der Südflanke des Hohen Habichtswaldes etwa entlang der Grenze von diesem Mittelgebirgszug und Naturraum zur Pforte angelegt ist. An der zuletzt genannten Anschlussstelle besteht Anbindung an die Landesstraße 3215, die als Teil der ehemaligen Bundesstraße 520 etwa in West-Ost-Richtung als weitere Hauptverkehrsachse durch die Pforte und das dortige Gemeindegebiet Schauenburgs verläuft.
Durch die Pforte führt die Bahnstrecke Kassel–Naumburg, auf welcher die Museumseisenbahn Hessencourrier verkehrt. Parallel dazu verläuft der Hessencourrier-Radweg.
Zu den Wanderwegen, welche die Pforte durchlaufen oder kreuzen, gehören: Baunapfad, Ederseeweg, Habichtswaldsteig, Herkulesweg und Kassel-Steig.